# .kp
.kp es el dominio de nivel superior geográfico (ccTLD) reservado para Corea del Norte. Está delegado al Centro de Computación de Corea, en ese país. Sin embargo los servidores DNS fueron provistos hasta hace poco por parte de una empresa alemana. Fue creado el 24 de septiembre de 2007.

## Uso
A partir de 2012 quedaban relativamente pocos sitios en el dominio .kp. Dado que el acceso a la Internet en Corea del Norte es muy limitado, los sitios web .kp en su mayoría se dirigen a un público extranjero. Algunos de los sitios web en este dominio son:
- El portal oficial del gobierno de Corea del Norte Naenara en: http://naenara.com.kp
- El sitio web del Comité para las Relaciones Culturales con los Países Extranjeros en: http://www.friend.com.kp
- El sitio web del Fondodfkr de Educación de Corea del Norte en: http://www.koredufund.org.kp
- El sitio web de la Agencia Telegráfica Central de Corea en: http://www.kcna.kp
- El sitio web de la edición digital del periódico Rodong Sinmun en: http://www.rodong.rep.kp
- El sitio web de la estación de onda corta La voz de Corea en: http://www.vok.rep.kp

Anteriormente, el dominio .kp estuvo a cargo del CCC Europa. Un gran número de sitios web .kp fueron recibidos también por CCC Europa en Alemania. Sin embargo, a partir de 2011, la gestión del dominio .kp han sido transferidos a la joint venture Star fundada en Pionyang. La mayoría de los sitios web .kp (como todos los enumerados anteriormente) ahora también están alojados dentro de Corea del Norte.

## Lista completa de dominios y subdominios
DOMINIOS (11)
- co.kp
- com.kp
- dprkportal.kp
- edu.kp
- gov.kp
- kcna.kp (Korean Central News Agency)
- kptc.kp (Korea Posts and Telecommunications Co.)
- law.kp
- net.kp
- org.kp
- rep.kp

SUBDOMINIOS (26)

- airkoryo.com.kp
- cooks.org.kp
- fia.law.kp
- friend.com.kp
- gnu.rep.kp
- kass.org.kp
- kcna.kp
- kiyctc.com.kp
- knic.com.kp
- kptc.kp
- ksf.com.kp
- korean-books.com.kp
- koredufund.org.kp
- korelcfund.org.kp
- korfilm.com.kp
- lrit-dc.star.net.kp
- ma.gov.kp
- masikryong.com.kp
- mediaryugyong.com.kp
- mfa.gov.kp
- naenara.com.kp
- nta.gov.kp
- portal.net.kp
- pyongyangtimes.com.kp
- rcc.net.kp
- rep.kp
- rodong.rep.kp
- ryongnamsan.edu.kp
- sdprk.org.kp
- silibank.net.kp
- star-co.net.kp
- star-di.net.kp
- star.co.kp
- star.edu.kp
- star.net.kp
- tourismdprk.gov.kp
- vok.rep.kp